# Charles Brommesson
Fritz Johan Charles Brommesson (Helsingborg, 12 de agosto de 1903 - 1 de setembro de 1978) foi um futebolista sueco, medalhista olímpico. 

## Carreira
Charles Brommesson fez parte do elenco medalha de bronze, nos Jogos Olímpicos de 1936.

## Ligações Externas
- Perfil Olímpico em sueco